# Эстерен, Корнелис ван
Корнелис ван Эстерен (нидерл. Cornelis van Eesteren, 4 июля 1897, Альблассердам — 21 февраля 1988, Амстердам) — голландский архитектор и градостроитель. Влиятельная фигура в так называемом модернистском урбанизме.

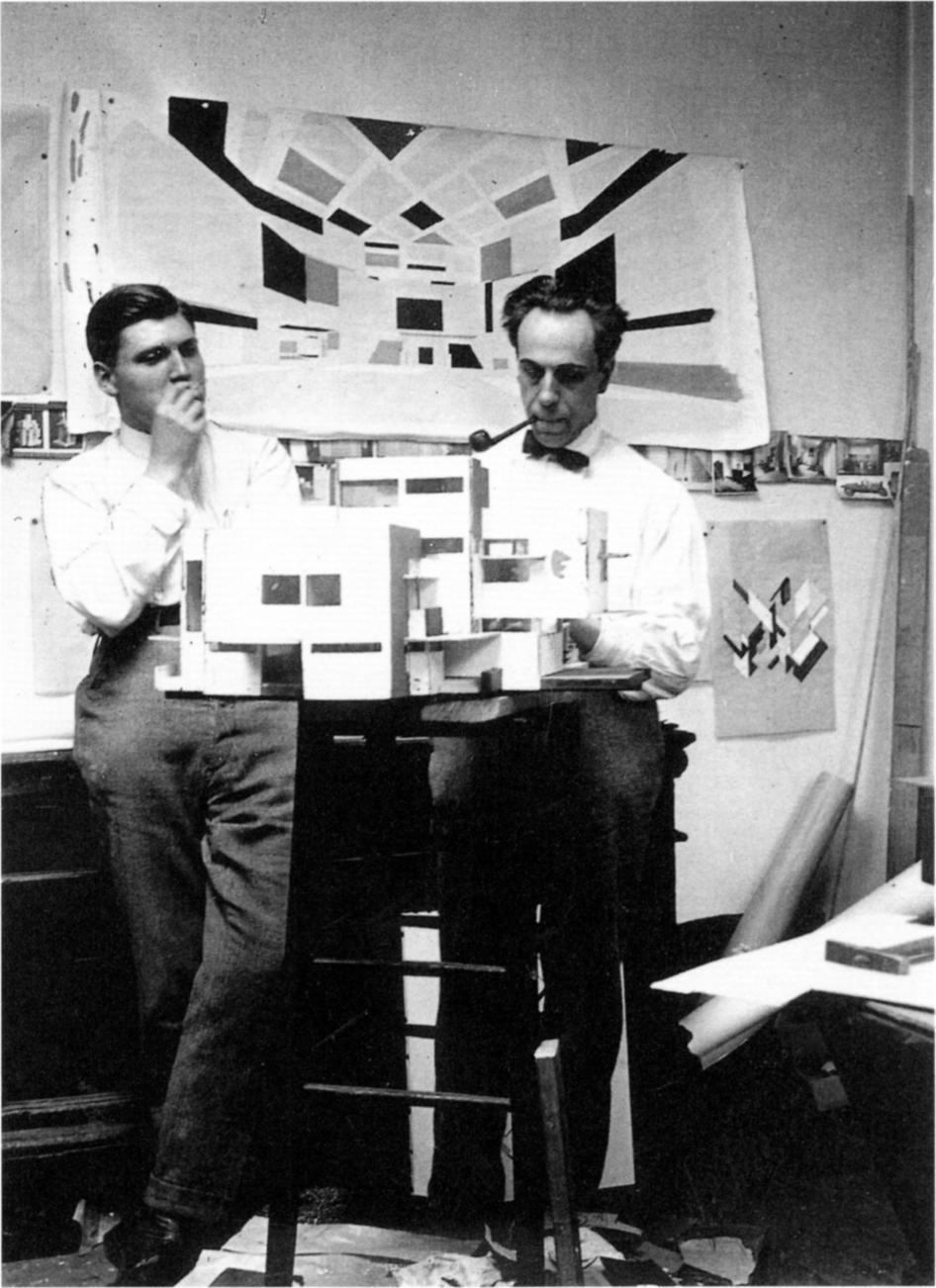
Корнелис ван Эстерен и Тео ван Дусбург в своей студии в Париже. 1923

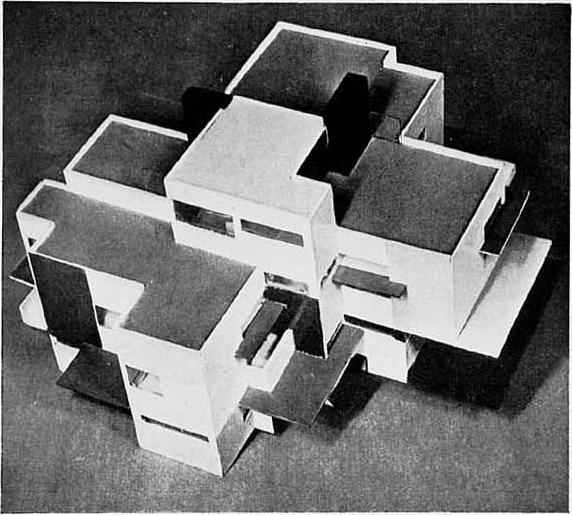
Макет частного дома. Т. ван Дусбург и К. ван Эстерен. 1923

Учился архитектурному проектированию в Роттердаме и Амстердаме, затем стажировался Скандинавии и Германии. Работал в Париже. В 1920 году начал сотрудничество с Тео ван Дусбургом, основателем группы «Де Стейл». Вместе они разрабатывали теорию неопластической архитектуры. В 1926 году опубликовали «Манифест элементаризма», в котором Ван Дусбург призывал к абстрактному искусству «универсального языка».
Корнелис ван Эстерен разрабатывал планировку района Рокин в Амстердаме (1924) и Унтер-ден-Линден в Берлине (1925). Наиболее известен работой над Генеральным планом расширения Амстердама (Algemeen Uitbreidingsplan: AUP), датированным 1934 годом и реализованным после Второй мировой войны. В 1929—1959 годах ван Эстерен работал в отделе городского планирования Амстердама. С 1947 года ван Эстерен — профессор городского планирования в Амстердаме и Делфте.
После Второй мировой войны был профессором городского планирования в Делфтском технологическом университете. С 1930 по 1947 год был председателем Международного конгресса современной архитектуры (CIAM). Он сыграл решающую роль в разработке и принятии Афинской хартии (1933), посвящённой пересмотру принципов и целей градостроительства в новых исторических условиях.